# محوطه دیکلیان
محوطه باستان دیکلیان مربوط به دوران‌های تاریخی پس از اسلام است و در شهرستان طوالش، بخش مرکزی، دهستان کوهستانی طالش، روستای دیکلیان واقع شده و این اثر در تاریخ ۷ اسفند ۱۳۸۶ با شمارهٔ ثبت ۲۱۵۵۳ به‌عنوان یکی از آثار ملی ایران به ثبت رسیده است.